# Antonio Dabán Vallejo

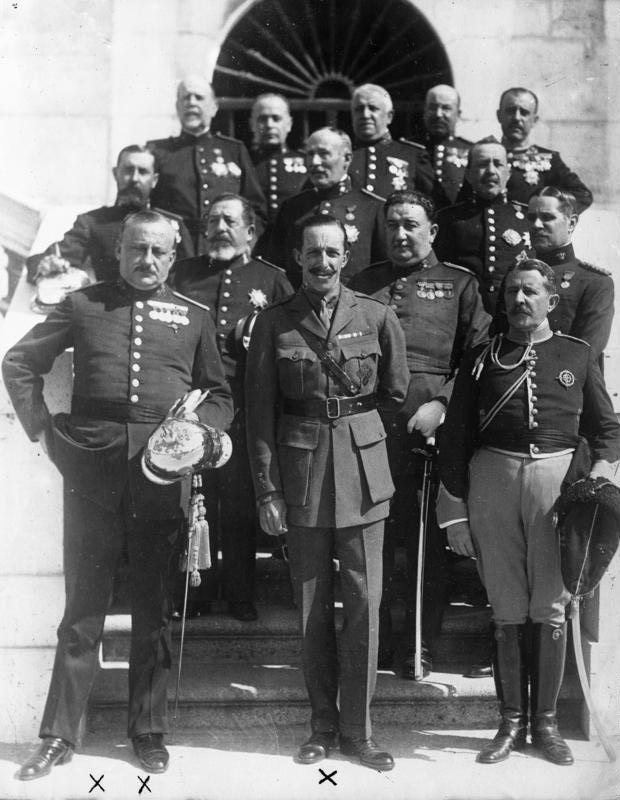
En esta fotografía del Directorio Militar de Primo de Rivera, el general Dabán, con barba, es el primero por la izquierda de la tercera fila.

Antonio Dabán Vallejo (Madrid, 14 de febrero de 1877-Villanueva de la Reina, Jaén, 12 de febrero de 1925) fue un militar español, hijo del también militar Antonio Dabán y Ramírez de Arellano.

## Biografía
Participó en la guerra de Cuba y en la guerra de Marruecos, siendo ascendido a general de brigada el 31 de enero de 1922. Formó parte, junto con los generales Cavalcanti, Federico Berenguer y Saro, del llamado Cuadrilátero que participó activamente en el golpe de Estado de Primo de Rivera de septiembre de 1923, y del que surgió el Directorio militar que presidido por Primo de Rivera asumió el poder. Posteriormente organizó los somatenes en la I Región Militar, siendo ascendido a comandante general.
Antonio Dabán sufría de neurastenia que se agravó con depresión en 1924 a consecuencia del fallecimiento de su cónyuge, por lo que en 1925, en vísperas de contraer segundas nupcias con una hermana de la fallecida, se quitó la vida de un disparo que entró por la sien derecha y salió por el pabellón auditivo izquierdo.
Fue enterrado en el panteón familiar de Andújar.